# طه عبد الغني
طه عبد الغني مصطفى هوشاعر وأديب فلسطيني، ولد عام 1937 في قرية قلنديا شمال مدينة القدس، عمل مدرسا في الضفة الغربية والشرقية، وانتقل إلى إلامارات العربية حيث عمل مدرساً

## مشاركات ثقافية
كان مسؤولا عن النشاط الثقافي لجمعية المعلمين , والنادي الثقافي العربي في الشارقة، 
نشر قصائده ودراساته ومقالاته في الصحف المحلية، 
شارك في العديد من الامسيات الشعرية في أبوظبي والشارقه و حصل على عدة جوائز و تكريمات من خلال تلك المشاركات و غيرها.[بحاجة لمصدر]

### دواوينه الشعرية
أهزوجة السلاح 1982 - البراكين 1983 - الدالية 1984 - الزعتر 1985 - رحلة الآلام 1987 - الانتفاضة 1988 - التراب المقدسي 1994
حصل على عدة جوائز من الدائرة الثقافية بالشارقة، من بينها جائزة عن أحسن قصائد وأناشيد تكتب للأطفال .

#### من قصائدة
إلى يافا الرِّكَابُ
| طه عبد الغني | حديث الشوق حدثني الصحاب فقلت لها , إلى يافا الرِّكابُ نهضت محملا والشوق حادٍ يعجل خطوتي منها الخطاب تعال تعال , يصرعني حنين لمن نزحوا وشطَّ بهم غياب وقفت قبالها , واليوم عصرا أناجيها وفي القلب اكتئاب أصيلٌ من سنا ألقٍ وتبرٍ له من فوق صفحتها انسياب أأسبح في سهول أم ببحر ? كلا الشطرين , أَخّإذ عجاب عروس أنت , ما قالوه حق وما وصفوك يا يافا :صواب عروس أنت واها يا لقومي يعفّر وجهك الباكي التراب ! يعفِّر طرحة بيضاء كانت مع الفرع المموج تُستطاب إذا درجت بها قدم ليافا يضج الغور أسكره الملاب وإن وقفت تبادل معجبيها تحيتهم , ففي الطور اضطراب جبال الطور والزيتون كانت تميد لها إذا افترّ النقاب وإن همست أو ابتسمت رأينا لبارقها تأودت الهضاب مشيت هناك , لا خطوي حثيثا يُغلّف خطوي الواني ارتقاب مروع ليس يؤنسني عقال ولم يؤنس نفور القلب (كاب ) (طواكي الأشكيناز) تحوم فيها سواد تحته في القلب صاب وعبريّ من الكلمات فيها تزنّ ولا ترنّ بها العراب خطوت أعيد بالخطوات ذكرى لها سلفت تباريحٌ عذاب (رشيد) أيا (رشيد) ذكرت طفلا ? عليك جرى , تسابقه رباب وعاد الآن مدَّكرا شغوفا يهز إليك عطفيه الشباب نأينا عنك تدفعنا المنايا إلى المجهول تشحنها الحراب نقضِّي نفينا ألما وذكرى يجددها إلى يافا اغتراب ويشحذها من (المهدي) قصيد بيافا يوم حط بها الركاب ) مضيت لبيتنا المهجور صدري به غُصص , وفي حلقي عذاب لساني عقدة لا ريق فيه أيا بيتي ? لديك لنا شراب ? أطلت الطرق لكن لا سميع وعاودْناه لكن لا جواب فخانت قامتي ساق , وغطَّى على عيني , على قلبي انتحاب وهل أقسى على ظمأ بحال سؤال الدار لكن لا يُجاب?! هبطت أمامه والنبض يجري حثيث العدو يحدوه ارتياب أحاول فتحه المفتاح يعصي وليس يطاوع المفتاح باب أخذنا البيت عنوة مستميت وما للأهل للبيت اقتراب ومن يافا إلى النهرين نرنو يسيل لها , على وله لعاب وقفت بشطها المحزون أرنو شتيت الذهن يدميني العباب يغطي ناظريَّ غشاء دجْن ولا ليل يرين ولا ضباب هي الأفكار تزحمني فيعلو على عيني زيغٌ واحتجاب وحل العصر لم أسمع نداء لجامعها ولم تدع القباب نظرت لها , أعاتبها أجابت حروق للقذائف وانثقاب معطلة فلا القرآن يُتلى وليس لسنة فيها كتاب جلست بها , وقلبي ليس يهدا يساوره انقباضٌ واكتئاب وكنت عصيَّ دمع , يا لدمعي!! له الجريان درّ واحتلاب وغبت بها مع الأحلام فوقي كوابيس , وأهونها العتاب نسيتم لُحمتي ? وأذوب شوقاً ظننت وخامر الشكَّ ارتياب ترى قومي رأوا في الغير نعمى ? فهاموا هانئين بها وذابوا يمر عليَّ ثلث القرن يطوي قوامي الغض جرٌّ واغتصاب معاذ الله يا يافا اعذرينا لنا في القلب صدع وانشعاب | طه عبد الغني |